# Alex Bogomolov Jr.
Alex Bogomolov Jr. (ros.: Александр Александрович Богомолов, Aleksandr Aleksandrowicz Bogomołow; ur. 23 kwietnia 1983 w Moskwie) – rosyjski tenisista, który do grudnia 2011 roku reprezentował Stany Zjednoczone, olimpijczyk z Londynu (2012).

## Kariera tenisowa
Profesjonalną karierę tenisową rozpoczął w 2002 roku, a zakończył ją w 2014 roku.
W grze pojedynczej wygrał 10 turniejów rangi ATP Challenger Tour.
W deblu Amerykanin pod koniec lipca 2011 roku zwyciężył wspólnie z Matthew Ebdenen w rozgrywkach z cyklu ATP World Tour w Atlancie. Finałowe spotkanie wygrali z parą Matthias Bachinger–Frank Moser. Ponadto Bogomolov osiągnął jesienią 2004 roku finał zawodów w Pekinie. Razem z Taylorem Dentem przegrali finałowy mecz z parą Justin Gimelstob–Graydon Oliver.
W 2003 roku Bogomolov wygrał brązowy medal podczas igrzysk panamerykańskich w grze podwójnej wspólnie z Jeffem Morrisonem.
W 2012 roku zagrał na igrzyskach olimpijskich w Londynie w konkurencji gry pojedynczej. Doszedł w zawodach do 2. rundy, pokonany przez Nicolása Almagra.
Najwyżej w rankingu singlistów był na 33. miejscu w październiku 2011 roku, natomiast w zestawieniu deblistów, w kwietniu 2012 roku, był sklasyfikowany na 62. pozycji.

### Finały w turniejach ATP World Tour
| Legenda                                      |
| -------------------------------------------- |
| Wielki Szlem                                 |
| Igrzyska olimpijskie                         |
| Tennis Masters Cup / ATP Finals              |
| ATP Masters Series / ATP Tour Masters 1000   |
| ATP International Series Gold / ATP Tour 500 |
| ATP International Series / ATP Tour 250      |

#### Gra podwójna (1–1)
| Końcowy wynik | Nr | Data             | Turniej | Nawierzchnia | Partner       | Przeciwnicy                     | Wynik finału     |
| ------------- | -- | ---------------- | ------- | ------------ | ------------- | ------------------------------- | ---------------- |
| Finalista     | 1. | 19 września 2004 | Pekin   | Twarda       | Taylor Dent   | Justin Gimelstob Graydon Oliver | 6:4, 4:6, 6:7(6) |
| Zwycięzca     | 1. | 24 lipca 2011    | Atlanta | Twarda       | Matthew Ebden | Matthias Bachinger Frank Moser  | 3:6, 7:5, 10–8   |